# Lijst van integralen van exponentiële functies
Dit artikel bevat een lijst van integralen van exponentiële functies. Het is met integralen mogelijk totalen te berekenen, zoals de totale oppervlakte onder een grafiek. De functies in deze tabel worden exponentiële functies genoemd, omdat de variabele {\displaystyle x} waarnaar wordt geïntegreerd steeds in de exponent voorkomt.

## Onbepaalde integralen
In de onderstaande betrekkingen is {\displaystyle c} een willekeurig reëel getal.
{\displaystyle \int e^{x}\ \mathrm {d} x=e^{x}}
{\displaystyle \int e^{cx}\ \mathrm {d} x={\frac {1}{c}}e^{cx}}
{\displaystyle \int a^{cx}\ \mathrm {d} x={\frac {1}{c\cdot \ln a}}a^{cx}\quad } voor {\displaystyle a>0,\ a\neq 1}
{\displaystyle \int xe^{cx}\ \mathrm {d} x={\frac {e^{cx}}{c^{2}}}(cx-1)}
{\displaystyle \int x^{2}e^{cx}\ \mathrm {d} x=e^{cx}\left({\frac {x^{2}}{c}}-{\frac {2x}{c^{2}}}+{\frac {2}{c^{3}}}\right)}
{\displaystyle \int x^{n}e^{cx}\ \mathrm {d} x={\frac {1}{c}}x^{n}e^{cx}-{\frac {n}{c}}\int x^{n-1}e^{cx}\ \mathrm {d} x}
{\displaystyle \int {\frac {e^{cx}}{x}}\ \mathrm {d} x=\ln |x|+\sum _{n=1}^{\infty }{\frac {(cx)^{n}}{n\cdot n!}}}
{\displaystyle \int {\frac {e^{cx}}{x^{n}}}\,\mathrm {d} x={\frac {1}{n-1}}\left(-{\frac {e^{cx}}{x^{n-1}}}+c\int {\frac {e^{cx}}{x^{n-1}}}\,\mathrm {d} x\right)\quad } voor {\displaystyle n\neq 1}
{\displaystyle \int e^{cx}\ln x\ \mathrm {d} x={\frac {1}{c}}e^{cx}\ln |x|-\operatorname {Ei} \ (cx)\quad } waarin {\displaystyle \operatorname {Ei} } de exponentiële integraal is
{\displaystyle \int e^{cx}\sin bx\ \mathrm {d} x={\frac {e^{cx}}{c^{2}+b^{2}}}(c\sin bx-b\cos bx)}
{\displaystyle \int e^{cx}\cos bx\ \mathrm {d} x={\frac {e^{cx}}{c^{2}+b^{2}}}(c\cos bx+b\sin bx)}
{\displaystyle \int e^{cx}\sin ^{n}x\ \mathrm {d} x={\frac {e^{cx}\sin ^{n-1}x}{c^{2}+n^{2}}}(c\sin x-n\cos x)+{\frac {n(n-1)}{c^{2}+n^{2}}}\int e^{cx}\sin ^{n-2}x\ \mathrm {d} x}
{\displaystyle \int e^{cx}\cos ^{n}x\ \mathrm {d} x={\frac {e^{cx}\cos ^{n-1}x}{c^{2}+n^{2}}}(c\cos x+n\sin x)+{\frac {n(n-1)}{c^{2}+n^{2}}}\int e^{cx}\cos ^{n-2}x\ \mathrm {d} x}
{\displaystyle \int xe^{cx^{2}}\ \mathrm {d} x={\frac {1}{2c}}\ e^{cx^{2}}}
{\displaystyle \int {\sqrt {e^{cx}}}\ \mathrm {d} x={\frac {2{\sqrt {e^{cx}}}}{c}}}
{\displaystyle \int {\sqrt {e^{cx^{n}}}}\ \mathrm {d} x={\frac {{\sqrt[{n}]{2}}xe^{-{\frac {cx^{n}}{2}}}{\sqrt {e^{cx^{n}}}}\Gamma \left({\frac {1}{n}},-{\frac {cx^{n}}{2}}\right)}{n{\sqrt[{n}]{-cx^{n}}}}}}
{\displaystyle \int e^{-cx^{2}}\ \mathrm {d} x={\sqrt {\frac {\pi }{4c}}}\mathrm {erf} ({\sqrt {c}}x)\quad } {\displaystyle \mathrm {erf} } is de zogenaamde errorfunctie
{\displaystyle \int xe^{-cx^{2}}\ \mathrm {d} x=-{\frac {1}{2c}}e^{-cx^{2}}}
{\displaystyle \int {1 \over \sigma {\sqrt {2\pi }}}\ e^{-{(x-\mu )^{2}/2\sigma ^{2}}}\ \mathrm {d} x={\frac {1}{2}}\left(1+\mathrm {erf} \ {\frac {x-\mu }{\sigma {\sqrt {2}}}}\right)}
{\displaystyle \int e^{x^{2}}\ \mathrm {d} x=e^{x^{2}}\left(\sum _{j=0}^{n-1}c_{2j}\ {\frac {1}{x^{2j+1}}}\right)+(2n-1)c_{2n-2}\int {\frac {e^{x^{2}}}{x^{2n}}}\;\mathrm {d} x\quad } geldig als {\displaystyle n>0},
waarbij {\displaystyle c_{2j}={\frac {1\cdot 3\cdot 5\ldots (2j-1)}{2^{j+1}}}={\frac {(2j)\ !}{j!\ 2^{2j+1}}}}
{\displaystyle \int \underbrace {x^{x^{\cdot ^{\cdot ^{x}}}}} _{m}\ \mathrm {d} x=\sum _{n=0}^{m}{\frac {(-1)^{n}(n+1)^{n-1}}{n!}}\Gamma (n+1,-\ln x)+\sum _{n=m+1}^{\infty }(-1)^{n}a_{mn}\Gamma (n+1,-\ln x)\quad } voor {\displaystyle x>0}
waarbij {\displaystyle a_{mn}={\begin{cases}1&{\text{als }}n=0,\\{\frac {1}{n!}}&{\text{als }}m=1,\\{\frac {1}{n}}\sum _{j=1}^{n}ja_{m,n-j}a_{m-1,j-1}&{\text{alle andere gevallen}}\end{cases}}}

## Bepaalde integralen
{\displaystyle \int _{0}^{1}e^{x\cdot \ln a+(1-x)\cdot \ln b}\ \mathrm {d} x=\int _{0}^{1}\left({\frac {a}{b}}\right)^{x}\cdot b\ \mathrm {d} x=\int _{0}^{1}a^{x}\cdot b^{1-x}\ \mathrm {d} x={\frac {a-b}{\ln a-\ln b}}\quad } voor {\displaystyle a>0,\ b>0,\ a\neq b}
{\displaystyle \int _{0}^{\infty }e^{-ax}\ \mathrm {d} x={\frac {1}{a}}}
{\displaystyle \int _{0}^{\infty }e^{-ax^{2}}\ \mathrm {d} x={\frac {1}{2}}{\sqrt {\pi  \over a}}\quad } hierin is {\displaystyle a>0}, dit is de normale verdeling
{\displaystyle \int _{-\infty }^{\infty }e^{-ax^{2}}\ \mathrm {d} x={\sqrt {\pi  \over a}}\quad } met {\displaystyle a>0}
{\displaystyle \int _{-\infty }^{\infty }e^{-ax^{2}}e^{-2bx}\ \mathrm {d} x={\sqrt {\frac {\pi }{a}}}e^{\frac {b^{2}}{a}}\quad } met {\displaystyle a>0}
{\displaystyle \int _{-\infty }^{\infty }xe^{-a(x-b)^{2}}\ \mathrm {d} x=b{\sqrt {\frac {\pi }{a}}}}
{\displaystyle \int _{-\infty }^{\infty }x^{2}e^{-ax^{2}}\ \mathrm {d} x={\frac {1}{2}}{\sqrt {\pi  \over a^{3}}}\quad } met {\displaystyle a>0}
{\displaystyle \int _{0}^{\infty }x^{n}e^{-ax^{2}}\ \mathrm {d} x={\begin{cases}{\frac {1}{2}}\Gamma \left({\frac {n+1}{2}}\right)/a^{\frac {n+1}{2}}&{\mbox{met }}n>-1\ {\mbox{en }}a>0\\{\frac {(2k-1)!!}{2^{k+1}a^{k}}}{\sqrt {\frac {\pi }{a}}}&{\mbox{met }}n=2k,\ k\in \mathbb {Z} \ {\mbox{en }}a>0\\{\frac {k!}{2a^{k+1}}}&{\mbox{met }}n=2k+1,\ k\in \mathbb {Z} \ {\mbox{en }}a>0\end{cases}}\quad } !! is de dubbelfaculteit
{\displaystyle \int _{0}^{\infty }x^{n}e^{-ax}\ \mathrm {d} x={\begin{cases}{\frac {\Gamma (n+1)}{a^{n+1}}}&{\mbox{met }}\ n>-1\ {\mbox{en }}a>0\\{\frac {n!}{a^{n+1}}}&{\mbox{met }}n=0,1,2,\ldots \ {\mbox{en }}\ a>0\\\end{cases}}}
{\displaystyle \int _{0}^{\infty }e^{-ax}\sin bx\ \mathrm {d} x={\frac {b}{a^{2}+b^{2}}}\quad } met {\displaystyle a>0}
{\displaystyle \int _{0}^{\infty }e^{-ax}\cos bx\ \mathrm {d} x={\frac {a}{a^{2}+b^{2}}}\quad } met {\displaystyle a>0}
{\displaystyle \int _{0}^{\infty }xe^{-ax}\sin bx\ \mathrm {d} x={\frac {2ab}{(a^{2}+b^{2})^{2}}}\quad } met {\displaystyle a>0}
{\displaystyle \int _{0}^{\infty }xe^{-ax}\cos bx\ \mathrm {d} x={\frac {a^{2}-b^{2}}{(a^{2}+b^{2})^{2}}}\quad } met {\displaystyle a>0}
{\displaystyle \int _{0}^{2\pi }e^{x\cos \theta }d\theta =2\pi I_{0}(x)\quad } {\displaystyle I_{0}} is de besselfunctie van de eerste graad.
{\displaystyle \int _{0}^{2\pi }e^{x\cos \theta +y\sin \theta }d\theta =2\pi I_{0}\left({\sqrt {x^{2}+y^{2}}}\right)}
rationaal · irrationaal · exponentieel · logaritmisch · goniometrisch · invers goniometrisch · hyperbolisch · invers hyperbolisch